# 2009年拉奎拉地震

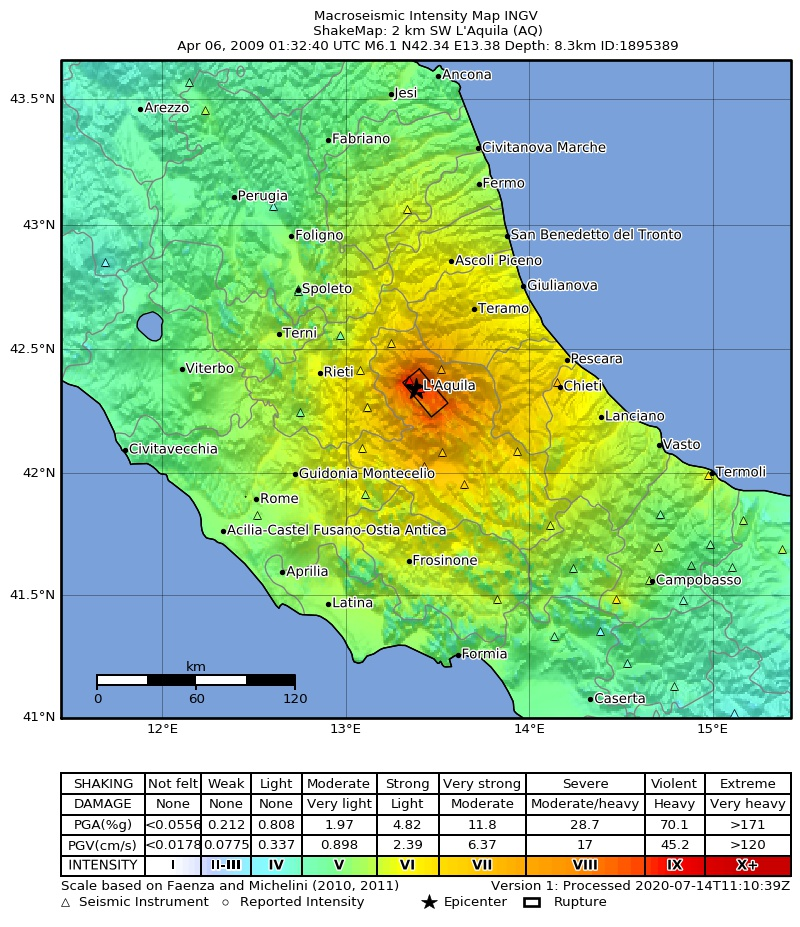
地震震中

2009年拉奎拉地震是2009年4月6日欧洲中部夏令时间凌晨3时32分（世界协调时1时32分；东八区时9时32分）发生在意大利中部地区的一场地震。地震震中位于阿布鲁佐大区首府拉奎拉，距离罗马95公里。地震的震级为矩震级6.3级，震源深度约为10公里，地震持续了15到20秒。该场地震造成大量房屋倒埸，并造成309人死亡，1600人受伤，另有8萬人无家可归。很多历史性的建筑也遭到了破坏。意大利总理贝卢斯科尼随即宣布全国进入紧急状态。
估计将需要大约160亿美元的资金来重建遭到地震重创的地区。

## 争议事件
2009年拉奎拉地震发生前一个月，一位名叫贾宝洛的实验室技术人员，根据地面增加的放射性氡气排放量，研判会有大地震发生。结果他被意大利民防单位指控危言耸听，还被移送警方侦办，罪名是制造民众恐慌。而就在贾宝洛被移送的同时，官方的专家在拉奎拉召开会议，大量接受媒体访问，保证说不会发生地震。地震发生后，官方的地震测报中心官员遭到民众指控提供不正确的资讯，7名科学家被依过失杀人罪名、求处4年徒刑。但这并不意味着地震预测技术已经成熟，仍需一定时间的发展。